# Darrell Henderson
Darrell Henderson (Batesville, Misisipi, 19 de agosto de 1997) es un jugador profesional estadounidense de fútbol americano que se desempeña en la posición de running back en Los Angeles Rams, equipo de la National Football League (NFL).

## Carrera
Fue seleccionado en la tercera ronda en la Reunión Anual de Selección de Jugadores de la NFL de 2019. Hizo su debut profesional con el equipo Los Angeles Rams, donde lleva jugando cinco temporadas.